# Daniel Schnider
Daniel Schnider (Hasle, 20 november 1973) is een voormalig Zwitsers wielrenner.

## Overwinningen
1997
- Melbourne-Warnambool
- Proloog Ronde van Oost-Zwitserland

2000
- Dwars door Lausanne

2001
- 6e etappe Circuit des Mines (FR)

2003
- Zwitsers kampioen op de weg, Elite
- Sprintklassement Ronde van Zwitserland

## Resultaten in voornaamste wedstrijden
| Jaar | Ronde van Italië | Ronde van Frankrijk | Ronde van Spanje |
| ---- | ---------------- | ------------------- | ---------------- |
| 2000 | 91e              |                     |                  |
| 2001 |                  | 66e                 |                  |
| 2002 |                  |                     | 68e              |
| 2003 |                  |                     |                  |
| 2004 | 45e              |                     |                  |
| 2005 | 76e              |                     |                  |

| Jaar | Luik-Bast.‑Luik | Ronde van Lombardije |  | WK op de weg |
| ---- | --------------- | -------------------- |  | ------------ |
| 2000 |                 |                      |  | 56e          |
| 2001 |                 |                      |  | 67e          |
| 2002 | 76e             | 43e                  |  |              |
| 2003 |                 | 59e                  |  | 43e          |
| 2004 |                 | 59e                  |  | 43e          |
| 2005 |                 |                      |  |              |